# Winifred Atwell

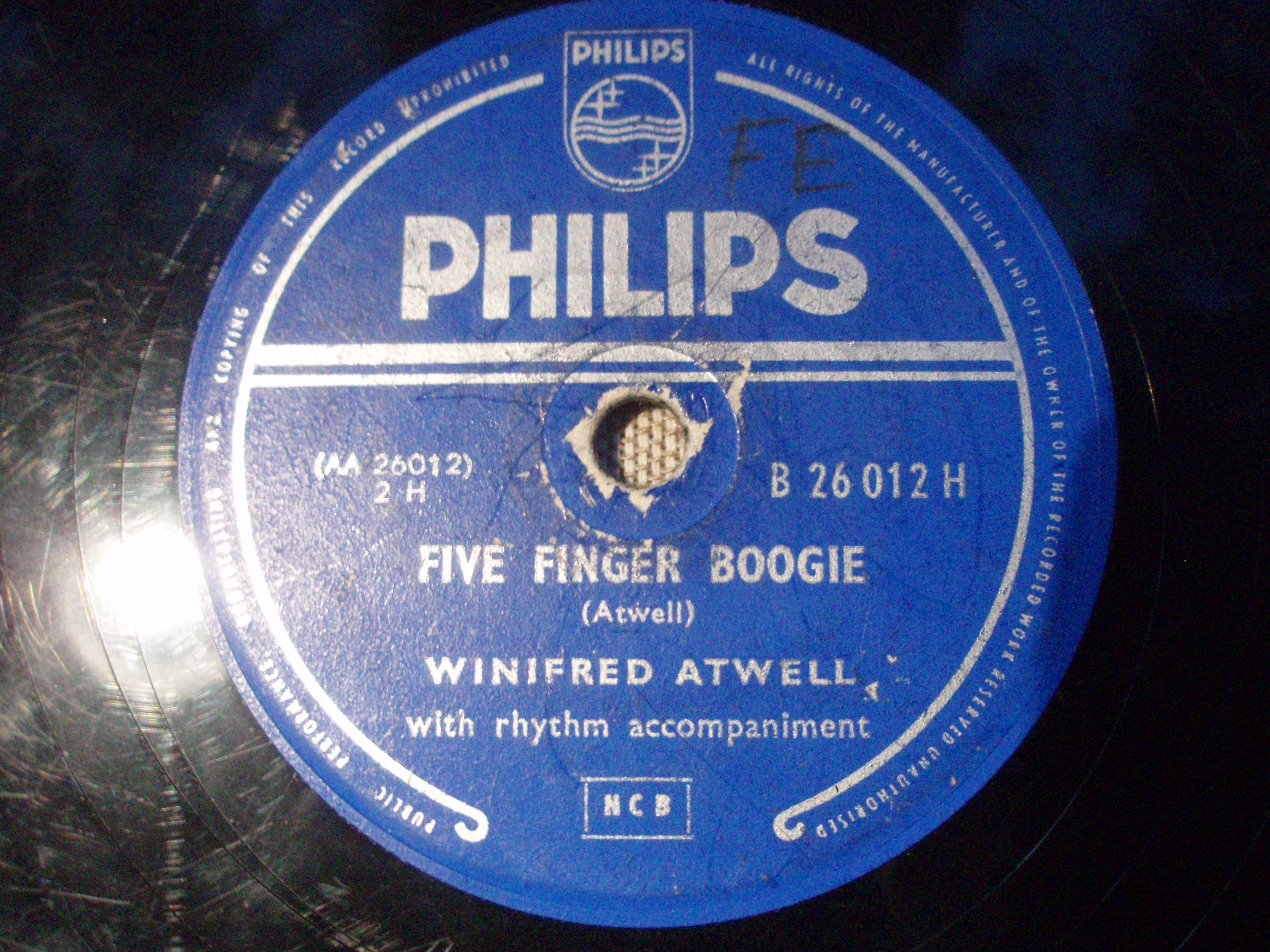
78 toerenplaat van de Five Finger Boogie van Winifred Atwell

Winifred Atwell (Tunapuna (Trinidad), 27 februari of 27 april 1910 of 1914 – Sydney (Australië), 28 februari 1983) was een Boogiewoogie- en ragtimepianiste, die onder andere in Groot-Brittannië, Australië en de Verenigde Staten veel succes boekte.

## Biografie
Atwell werd geboren in Tunapuna in Trinidad en Tobago en studeerde medicijnen, omdat ze later zou gaan werken in het familiebedrijf, een apotheek. Op jonge leeftijd speelde ze al piano voor Amerikanen op de luchtmachtbasis en schreef ze het nummer dat nu Five Finger Boogie heet. In het begin van de jaren 1940 vertrok ze naar de Verenigde Staten om muziek te studeren en in 1946 verhuisde ze naar Londen waar ze de muziekacademie bezocht, terwijl ze ondertussen in clubs en theaters speelde om haar studie te kunnen financieren, met als hoogtepunt het London Palladium. In 1946 trouwde ze met Lew Levison.
Toen ze voor iemand inviel in het Casinotheater, werd ze direct gecontracteerd, waarna ze verschillende hits scoorde waaronder de enorm succesvolle Black and White rag. Daarna kwam ze via Hugh Mendl bij Decca.
Atwell speelde bij optredens meestal eerst op een vleugel en daarna op haar "andere piano", een tot op de draad versleten staande piano die haar man voor vijftig shilling in een uitdragerij had gekocht.
In 1952 was haar carrière op een hoogtepunt: haar handen waren bij Lloyd's of London verzekerd voor een kwart miljoen dollar en ze verkocht bij Decca zo'n 30.000 platen per week, wat haar tot verreweg de best verkopende pianist van haar tijd maakt. Ze is de enige pianiste die twee gouden en twee zilveren platen op haar naam heeft staan en ze was de eerste zwarte artiest in Groot-Brittannië die een miljoen platen verkocht.
In 1980 kreeg ze een beroerte, waarna ze een jaar later in The Mike Walsh Show aankondigde met pensioen te gaan. Vanaf dat moment speelde ze alleen nog als organiste in haar kerk in Narrabeen. In 1983 kreeg ze een hartaanval nadat haar huis in Narrabeen in brand was gevlogen, waarna ze stierf. Ze ligt begraven naast haar echtgenoot op een kerkhof in de buurt van Lismore (Australië).